# Naissance en 1341
Naissance
- 1337
- 1338
- 1339
- 1340
- 1341
- 1342
- 1343
- 1344
- 1345

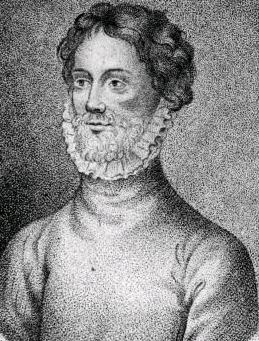
Edmond de Langley, né en 1341.

Cette page dresse une liste de personnalités nées au cours de l'année 1341  :
- 25 février : Louis de Misnie, prince-évêque de Mayence.
- 5 juin : Edmond de Langley, comte de Cambridge, duc d'York (1385) et chevalier de l'ordre de la Jarretière.
- 1er septembre : Frédéric III de Sicile, roi de Sicile.
- 10 novembre : Henry Percy, 1er comte de Northumberland.

- Bonne de Bourbon, comtesse de Savoie.
- Jaime de Aragón, évêque de Tortose, puis de Valence, cardinal-prêtre de S. Clemente.
- Antonio Calvi, cardinal italien.
- Jean II de Bavière, duc de Bavière.
- Hermann II de Hesse, dit le Savant, landgrave de Hesse.
- Jean VI de Mecklembourg-Werle-Waren, prince de Werle-Waren.
- Qu You, écrivain chinois.

date incertaine (vers 1341)
- Jean de Vienne, comte de Vienne, seigneur de Roulans et de Chevigny-Saint-Sauveur.

## Crédit d'auteurs
- Cet article est partiellement ou en totalité issu de l'article intitulé « 1341 » (voir la liste des auteurs).